# Mana (náhrada stravy)
Mana je nutričně kompletní jídlo ve formě prášku a hotového nápoje, které od roku 2014 vyrábí společnost Heaven Labs s.r.o. v Modleticích u Prahy. Název je odvozen od starozákonní potraviny many.V roce 2016 byl na trh uveden ManaDrink, již homogenizovaný nápoj, který vychází z receptury prášku ManaPowder. V roce 2019 plánovala společnost Heaven Labs s.r.o. také výrobu zmrzliny. ManaDrink i ManaPowder jsou nyní dostupné v nejnovější verzi Mark 7 a ve třech příchutích: Origin, Choco, Apricot a Banana.
Od roku 2019 vyrábí společnost ManaBurger, což je rostlinný burger, který má svojí chutí a strukturou napodobovat hovězí maso. V roce 2021 se stal ManaBurger v České republice Rostlinným produktem roku 2020.

## Vznik Many
Nápad na vytvoření Many pochází od zakladatele Jakuba Krejčíka. Přes domácí experimenty se postupně přepracoval k vývoji alternativní stravy, která měla lidskému tělu poskytnout vše, co potřebuje. V roce 2014 založil firmu Heaven Labs s.r.o., v níž kromě Jakuba Krejčíka figuruje jako společník Grigory Vyatkin (hlavní designer a spoluzakladatel) a Marek Humpl (hlavní technolog a spoluzakladatel). V srpnu roku 2014 uvedli na trh svůj první Mana produkt.
V roce 2021 založil Jakub Krejčík nový startup Rocket Lunch Inc, se sídlem v Texasu, aby zúročil zkušenosti s Manou a vyvinul pro americkou vesmírnou organizaci NASA speciální přístroj Bistromathic. Úkolem přístroje je komplexně zajistit jídlo pro čtyřčlennou posádku po dobu tří let na připravované misi Artemis. Možnost stavby prototypu získala firma českého podnikatele jako jedna z 18 firem světa, s cílem představení funkčního prototypu začátkem roku 2023. 

## Historie verzí produktu
| Verze                   | Změny | Datum              |
| ----------------------- | --- | ------------------ |
| Prášek [MARK beta]      | První oficiální verze | 10. srpna 2014     |
| Prášek [MARK 1]         | Neutrální chuť, úprava emulgačních schopností, krémová textura a redukce obalů.                                                                                            | 8. dubna 2015      |
| Prášek [MARK 2]         | Bez produktů ze zvířat. Sladkovodní a mořská řasa. Zveřejněny laboratorní analýzy.                                                                                         | 7. června 2015     |
| Prášek [MARK 3]         | Úprava textury a nové suroviny. | 15. června 2016    |
| Drink [MARK 3] V1       | První oficiální verze | 30. prosince 2016  |
| Drink [MARK 3] V2       | Úprava textury a chuti | 30. srpna 2017     |
| Prášek [MARK 4]         | Zvýšení obsahu vitamínů a minerálních látek. | 28. listopadu 2017 |
| Drink [MARK 4]          | Zvýšení obsahu vitamínů a minerálních látek. | 27. dubna 2018     |
| Prášek a drink [MARK 5] | Integrace olejové složky do prášku | 31. května 2018    |
| Prášek a drink [MARK 6] | Zvýšení obsahu draslíku, více typů proteinů, druhů vlákniny a tuků. Doba minimální spotřeby prášku zvýšena z 12 na 18 měsíců od data výroby.                               | 14. ledna 2020     |
| Prášek a drink [MARK 7] | Nově doplněn C8 MCT kokosový olej s čistým obsahem triglyceridů kyseliny kaprylové, cholin (vitamín B8) ve formě cholin bitartrátu a vitamín D3, který doplnil vitamín D2. | 15. února 2022     |

## Chuť
Základní příchuť Origin je chuťově neutrální a může připomínat jemnější ovesnou kaši. Už od samotného začátku byla Mana zaměřena na neutrální chuť, aby si ji konzument mohl dochutit (např.: banánem, sušeným ovocem, kořením, zeleninou atd.). ManaPowder i ManaDrink jsou dostupné také s čokoládovou příchutí Choco a s meruňkovou příchutí Apricot.

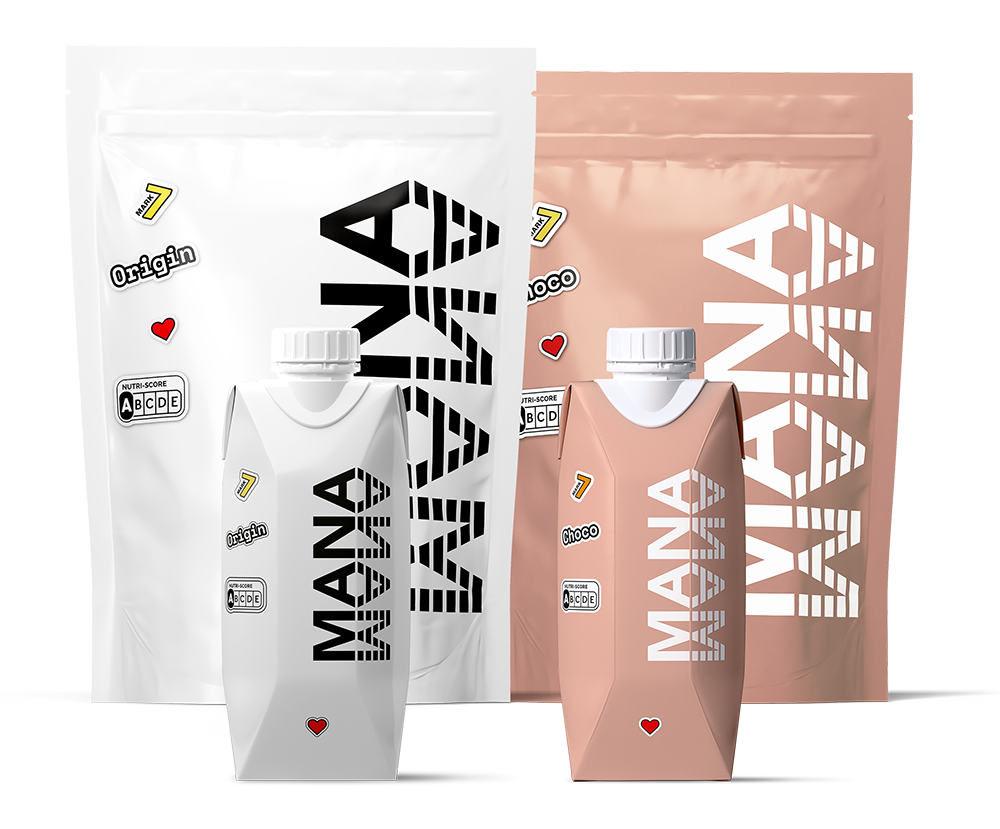
MANA MARK 7

## Složení Many
Mana je plně veganskou potravinou.

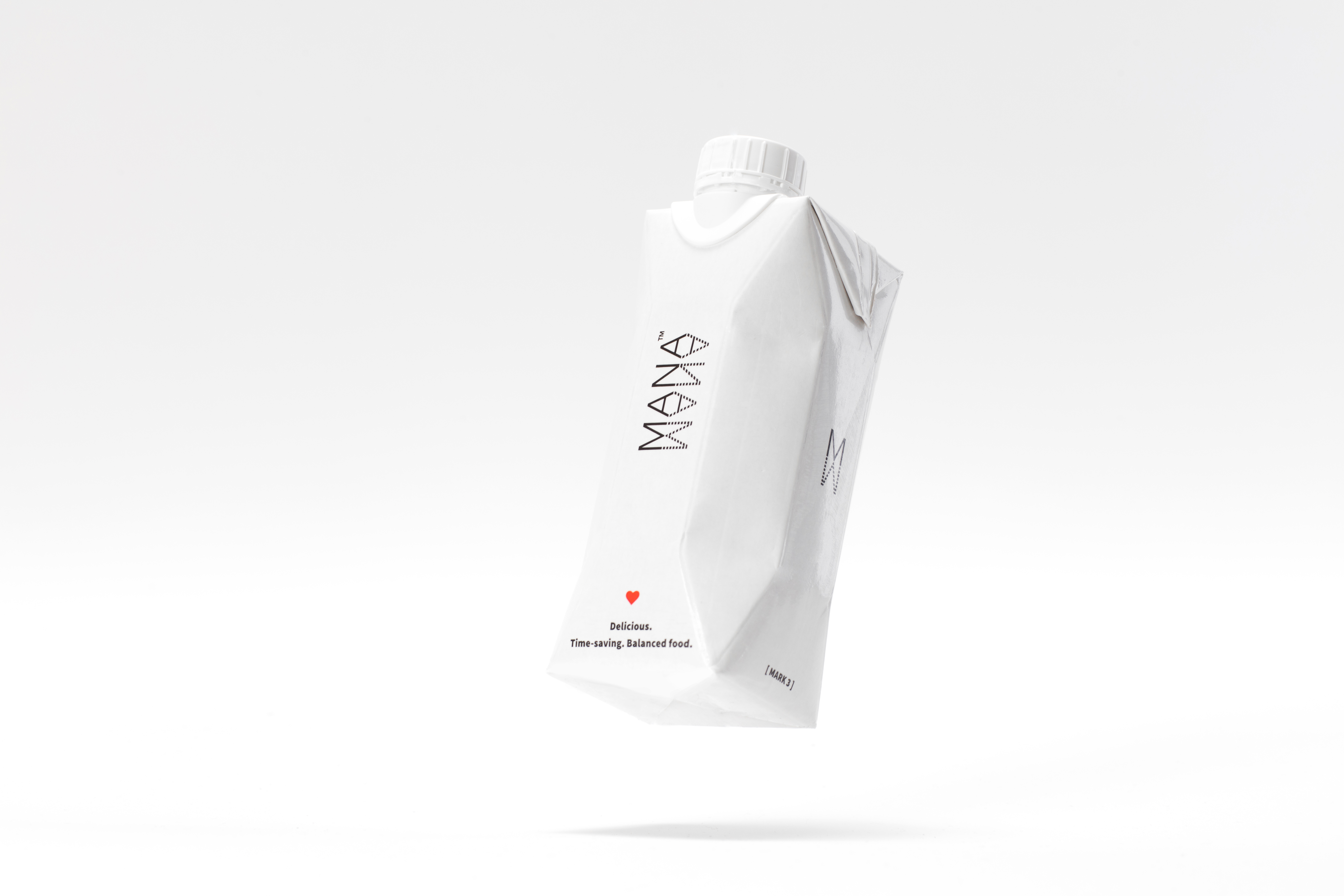
Mana Drink [MARK 4]

Hlavní složkou Many je směs rostlinných proteinů.

Ještě před vydáním receptury Mark 5 obsahovalo balení Many práškovou směs a lahvičku s olejovou směsí. V létě 2018 výrobci zavedli do výroby novou technologii, která umožnila sloučit dohromady olej a prášek. Výrobci ji označili jako „High-speed cold mixing“. Tímto krokem společnost díky zmenšení kompaktního balení snížila obsah papíru a plastů, ve kterých byla olejová směs skladovaná. Poslední verzí Many je receptura Mark 7, která mimo jiné obsahuje bílkoviny ze šesti rostlinných zdrojů (izolovaná sójová a hrachová bílkovina, ovesný protein, protein z hnědé rýže, dýňový protein, chlorella). Složení Many je postaveno na dvou vlastních klinických studiích, které vznikly ve spolupráci s Karlovou univerzitou, dále na doporučeních Evropského úřadu pro bezpečnost potravin (EFSA) a na zkušenostech z klinické medicíny.

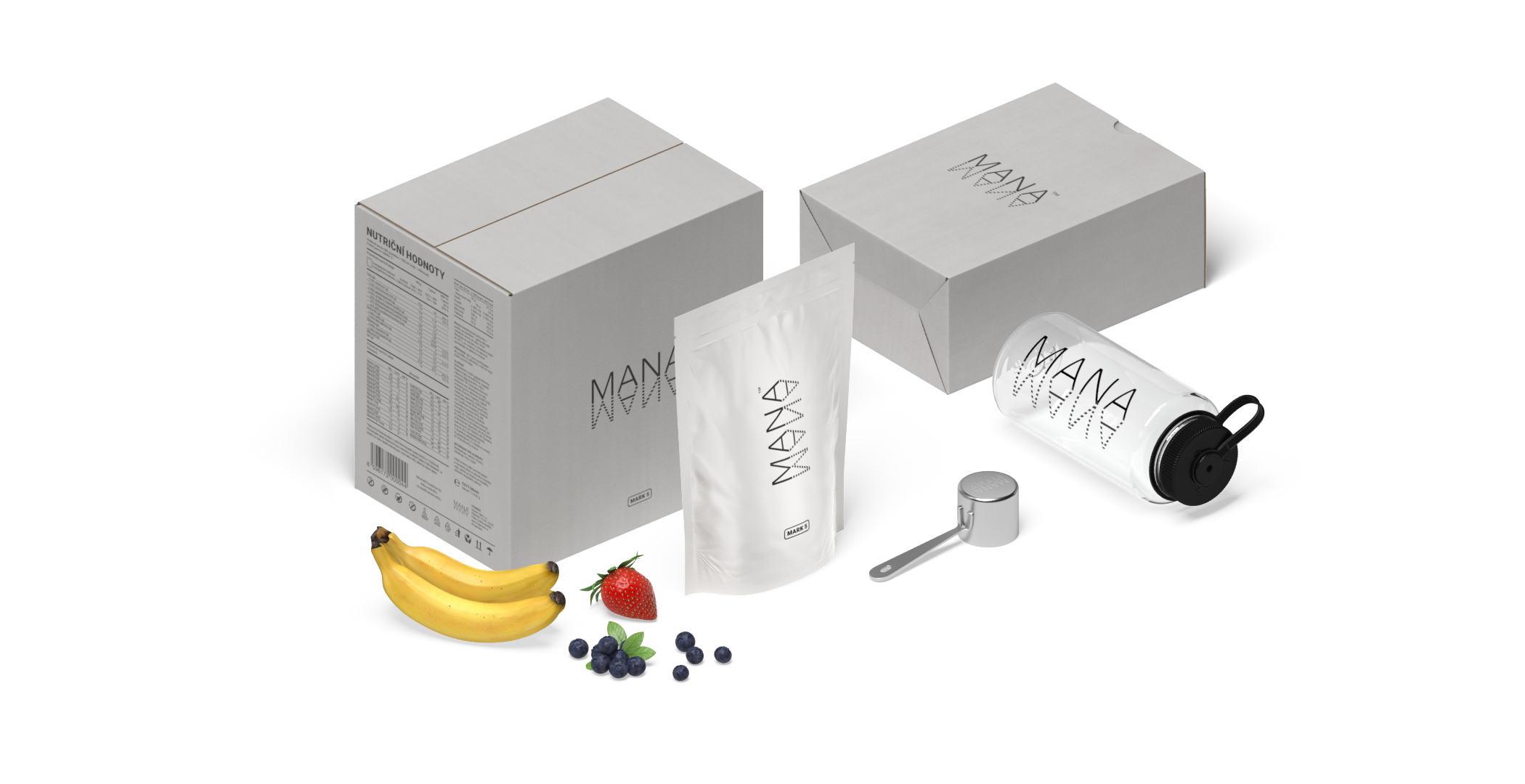
Mana Prášek [MARK 5

## Kontroverze
U výrobku nebyla dosud provedena žádná klinická studie zaměřující se na vliv dlouhodobé konzumace Many na celkový stav organismu.
Výživová poradkyně Marcela Procházková doporučuje se před konzumací nejprve poradit s odborníkem a posoudit svůj zdravotní stav. Dle nezávislých recenzí lze Manu různě dávkovat a regulovat tak energetický příjem.
Jan Vyjídák – advokát a nezávislý poradce ve zdravotnictví – se v rozhovoru o nízkosacharidovém stravování v roce 2019 vyjádřil, že Maně jako produktu po nutriční stránce zatím není co vytknout..

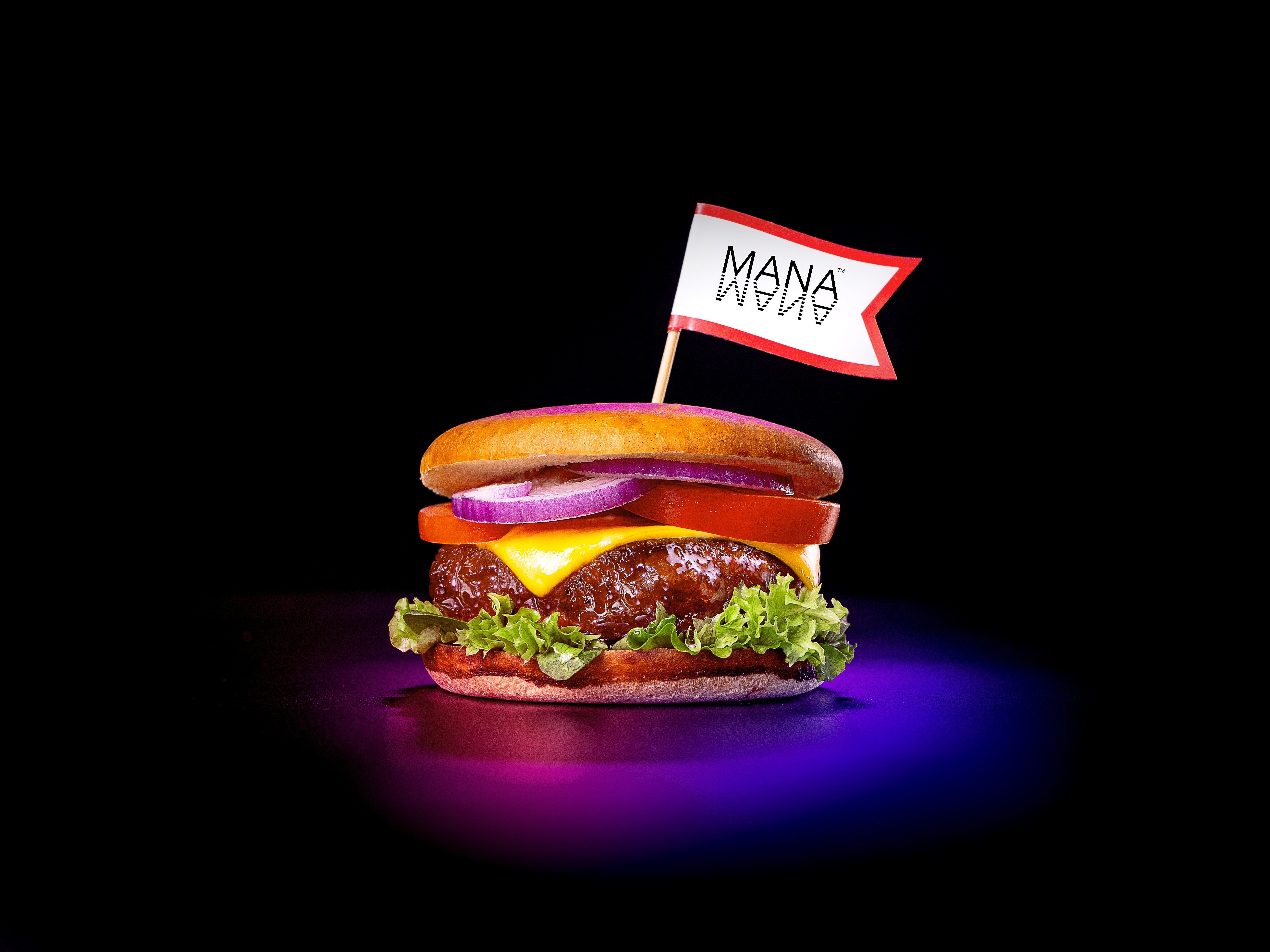
ManaBurger

Mana obsahuje alergen sójový protein.